# Sable
Sable, Cape Sable - przylądek, będący najdalej na południe wysuniętym punktem na Florydzie (południowo-wschodni półwysep w USA). Oblewa go Ocean Atlantycki na wschodzie i Zatoka Meksykańska na zachodzie.